# Абадье, Лисандро
Лисандро Абадье (исп. Lisandro Abadie; род. 28 июля 1974, Буэнос-Айрес) — аргентинский оперный певец, бас-баритон.

## Биография
Первым учителем вокала Лисандро был Серхио Пелакани. Своё музыкальное образование Абадье продолжил Schola Cantorum Basiliensis у Эвелин Табб в Базеле (диплом в 2001) и в Высшей школе музыки в Люцерне у Питера Брехбюлера (Brechbühler), получив диплом солиста в 2005 году.
В 2006 году Лисандро Абадье стал победителем на конкурсе памяти Эдвина Фишера (Edwin Fischer Gedenkpreis). Финалист Генделевского конкурса вокалистов (Prize at the Handel Singing Competition) 2008 года.
Сотрудничает с такими дирижёрами, как Уильям Кристи (Перселл: «Королева фей» на фестивале в Экс-ан-Провансе; Стефано Ланди: Sant’Alessio; концертные программы на музыку Ламбера и Шарпантье); Факундо Акудин (Agudin) (Моцарт: «Так поступают все», «Дон Жуан», «Волшебная флейта», «Свадьба Фигаро»; «Реквием» Форе, ), Лоуренс Каммингс , Кристоф Руссе (Перголези: Сан Гульельмо), Эрве Нике (Маре: «Семела»), Энтони Рули (Уильям Хейс: Страсти, запись на СD, лейбл Classica Award), Вацлав Лукс (Бах: «Страсти по Матфею»), Пол Эгнью (Монтеверди: мадригалы), Дуглас Босток (Сметана: «Проданная невеста») и другими. Регулярно выступает с концертами с пианистом и композитором Полом Сьютом.
В 2010 году исполнил главную роль в опере Cachafaz («Качафас») франко-аргентинского композитора Оскара Страстного во Франции (Кемпер, Ренн; Париж, Опера Комик).
В 2013 году дебютировал в оперном театре Лозанны в партии Аладдина в «Волшебной лампе» Нино Роты.